# Levitáció

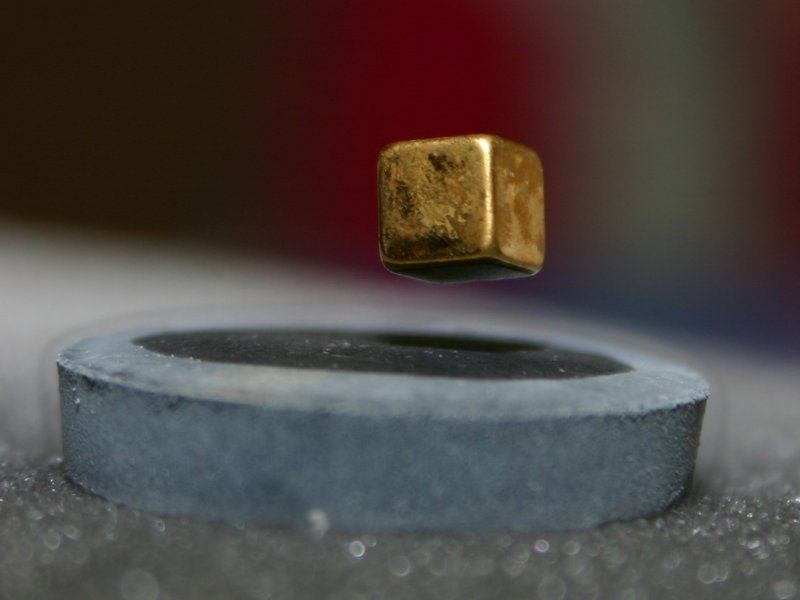
Kocka alakú mágnes lebeg egy szupravezető felett (Meissner-hatás)

A levitáció egy olyan folyamat, amely során egy tárgy vagy személy legyőzve a gravitációt stabilan lebeg a levegőben anélkül, hogy bármilyen más testtel kontaktusba kerülne. Számos technika létezik, amelynek segítségével tárgyaknál levitációt elő lehet idézni (mágneses, akusztikus, elektromágneses, elektrosztatikus, optikai stb.)

## Etimológia
A levitáció szó a latin levitasból ered, ami „könnyedség”-et jelent.

## A levitáció fizikája
A Földön csak úgy lehet levitációt elérni, ha az adott testre pont akkora erőt alkalmazunk merőlegesen a gravitációval ellentétes irányban, amely a testre ható gravitációval egyenlő. A stabilitáshoz kismértékű korrekciós erőre is szükség van.
A levitációs technikát felhasználják a fizikai kutatások során. Például olvadékok vizsgálatánál hasznos a levitációt előidézni, mivel ezzel megelőzhető, hogy az olvadék reakcióba kerülhessen az olvadékot tartó eszközzel. A tartó nélküli állapot érdekében ez egész kísérlet is elvégezhető szabadesésben.

## Levitációs módszerek

### Mágneses levitáció

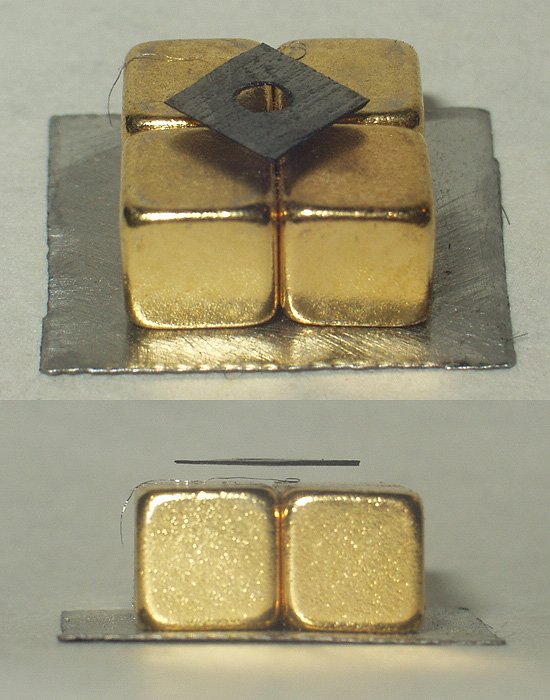
Diamágneses hatásra levitáló grafitdarab

Az elektromágneses erő hatással le lehet győzni a gravitációt, de a legáltalánosabban alkalmazott eljárás a mágneses levitáció használata. Többnyire diamágnesességet mutató anyagokat (diamágnesek) használnak bemutatási célra. A visszaható erő az együtthatásból származó árnyékoló áramokból keletkezik. Például egy szupravezető, amely tekinthető tökéletes mágnesnek vagy egy ideálisan kemény szupravezetőnek, amely könnyedén legyőzi a környező külső mágneses teret. Erős mágneses mezővel, a diamágneses levitációval kisebb állatokat is lehet lebegtetni. 

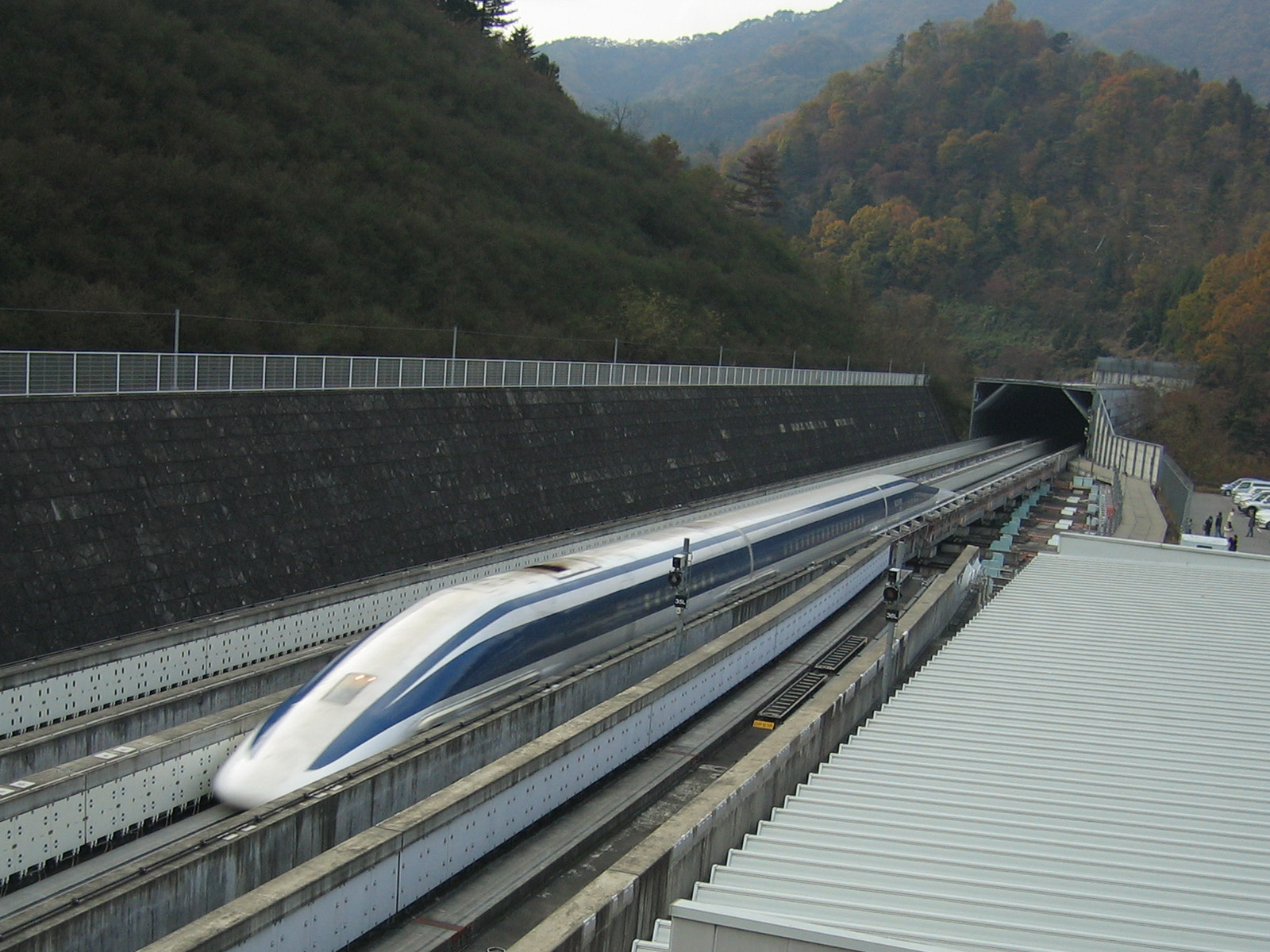
Maglev-vonat, Japán

A Maglev-vonat nagy számú mágnes felett lebeg a föld felett, és mivel nincs súrlódás a sínen, nagy sebesség érhető el és csendesebb, mint a sínen futó vonatok.

### Elektrosztatikus levitáció
Itt az elektromos teret használják a levitáció előállítására.

### Aerodinamikus levitáció
Az aerodinamikus levitáció esetében egy gázsugár tartja lebegésben a testet. Például a léghoki játéknál a levegő felhajtóereje levitálja a korongot. Elég nagy felhajtóerővel igen nagy testek is levitálhatók, például a kétéltű, víz felett lebegő hajó.

### Akusztikus levitáció
Az akusztikus levitáció hanghullámokat használ a levitációs erő létrehozására.

### Casimir-erő
Egészen kisméretű objektumoknál előállítható a levitáció az úgynevezett Casimir-erő által. A Casimir-erő a felületek közti térben fellépő kvantumfluktációk következménye. 2009-ben a Nature arról számolt be, hogy először sikerült a vonzó Casimir-erő ellentettjét, a taszító Casimir-erőt megvalósítani, amelynek felhasználásával mikroobjektumok lebegtethetők.

### Buoyant-levitáció
Nagy nyomáson egyes gázok sűrűsége meghaladhatja a szilárd testekét. Ezen az alapon levitációra használhatók a buoyancy-hatással. A xenon a legsűrűbb nemesgáz (5,894 g/dm³), felhasználható a polietilén levitálásra 154 atm nyomáson.

### Ultrahangos levitáció

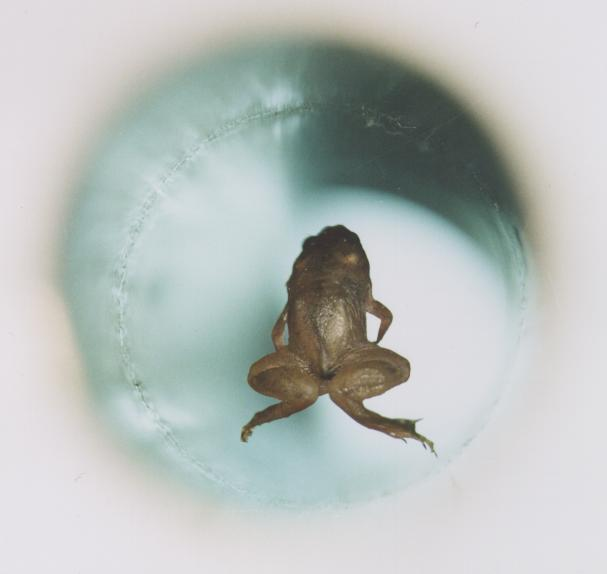
A képen egy béka lebeg diamágneses levitációs hatásra

Kutatók kísérletképpen ultrahanggal kiváltott levitációval kisebb állatokat lebegtettek. A lebegtetett egér először meg volt zavarodva, de négy óra múlva alkalmazkodott a levitációhoz.

## Paranormális
A levitáció ezoterikus megjelenése, amikor valaki fizikai magyarázat nélkül lebeg. Például:
- A 16. században Ávilai Szent Teréz önéletrajzában azt írta, hogy a vallásos elragadtatás pillanatában nem tudja megakadályozni, hogy felemelkedjen a földről, bár alázatból küzdött ez ellen.
- A 17. században Copertinói Szent József rendszeresen levitált akaratlanul, egyik alkalommal VIII. Orbán pápa jelenlétében.[7]

## Bűvészet
Bűvészek kedvenc produkciója tárgyak, emberek lebegtetése. A bűvészek trükkökkel lebegtetést „mutatnak be”, ez azonban nem valódi levitáció.

## Külső hivatkozások
- http://www.nature.com/nature/journal/v457/n7226/full/457156a.html
- http://www.origo.hu/tudomany/20090111-levitacio-taszito-casimirerot-valositottak-meg-egy-kiserletben.html
- http://www.szabadgondolkodo.hu/szkeptikus/buvesztrukkok/levitacio.php